# Cyanoliseus patagonus
Cyanoliseus patagonus là một loài chim trong họ Psittacidae.
Đây là loài duy nhất trong chi, loài này có nhiều phân loài.
Chúng chủ yếu được tìm thấy ở Argentina. Một quần thể giảm đi rất nhiều vẫn còn tồn tại ở Chile, và di cư của một số quần Argentina Uruguay đã được báo cáo cho những tháng mùa đông. Đôi khi gió tây mạnh mẽ mang một số cá thể đến quần đảo Falkland.
Môi trường sống tự nhiên của chúng là các cộng đồng chim thảo nguyên khô cằn bụi gọi là Monte.

## Hình ảnh

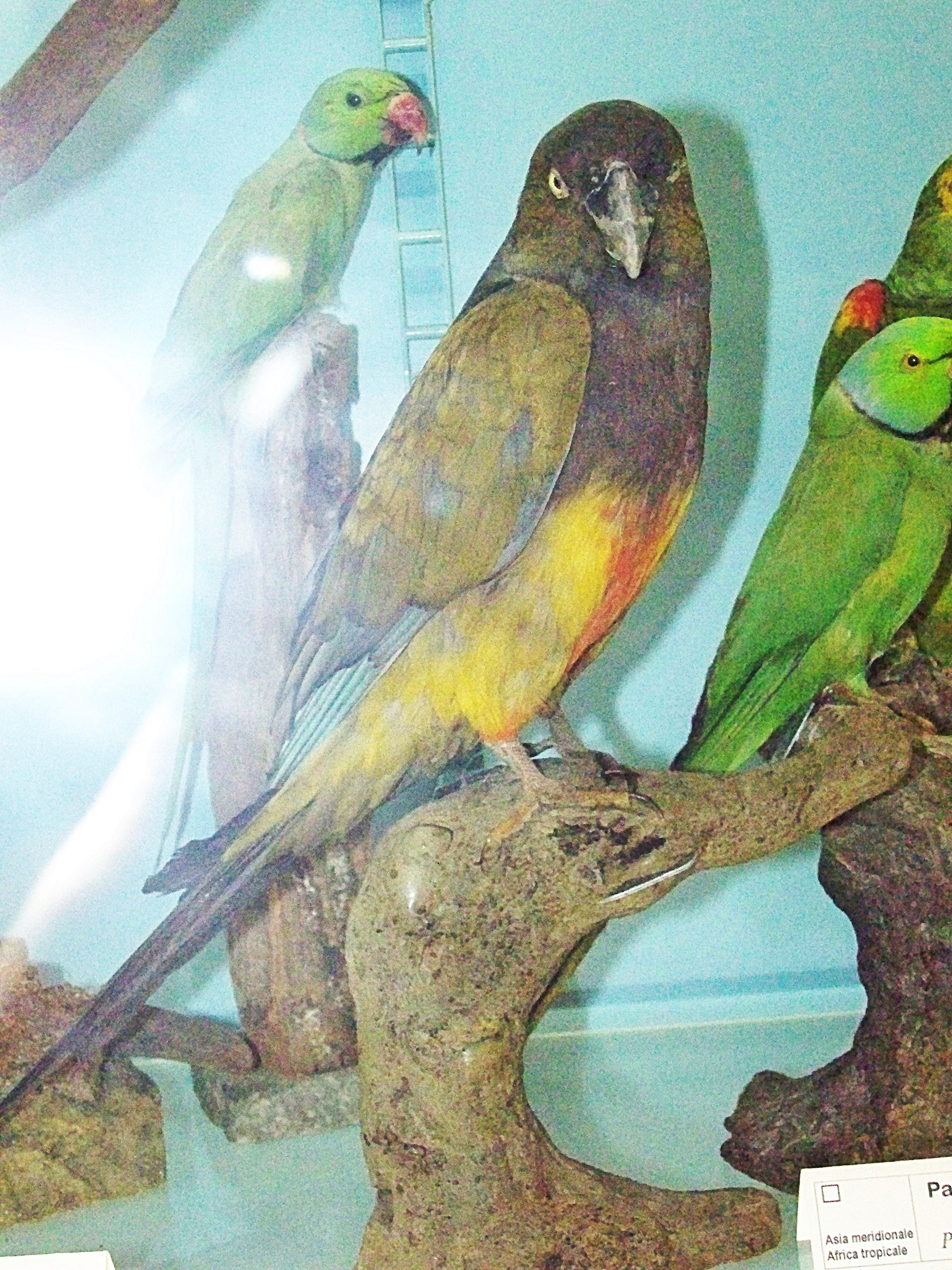
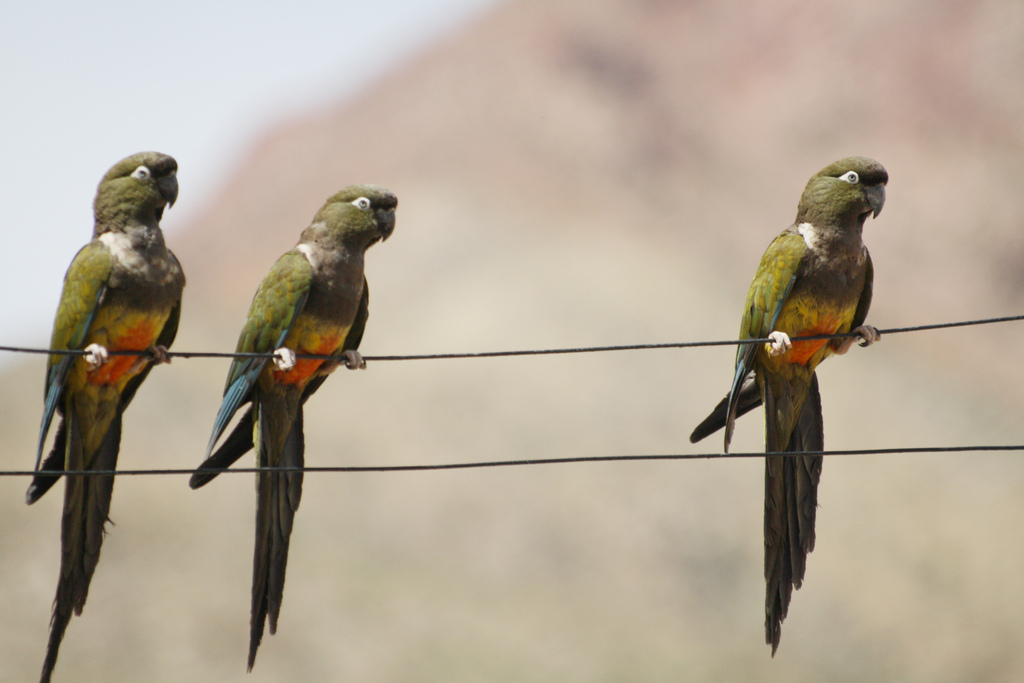
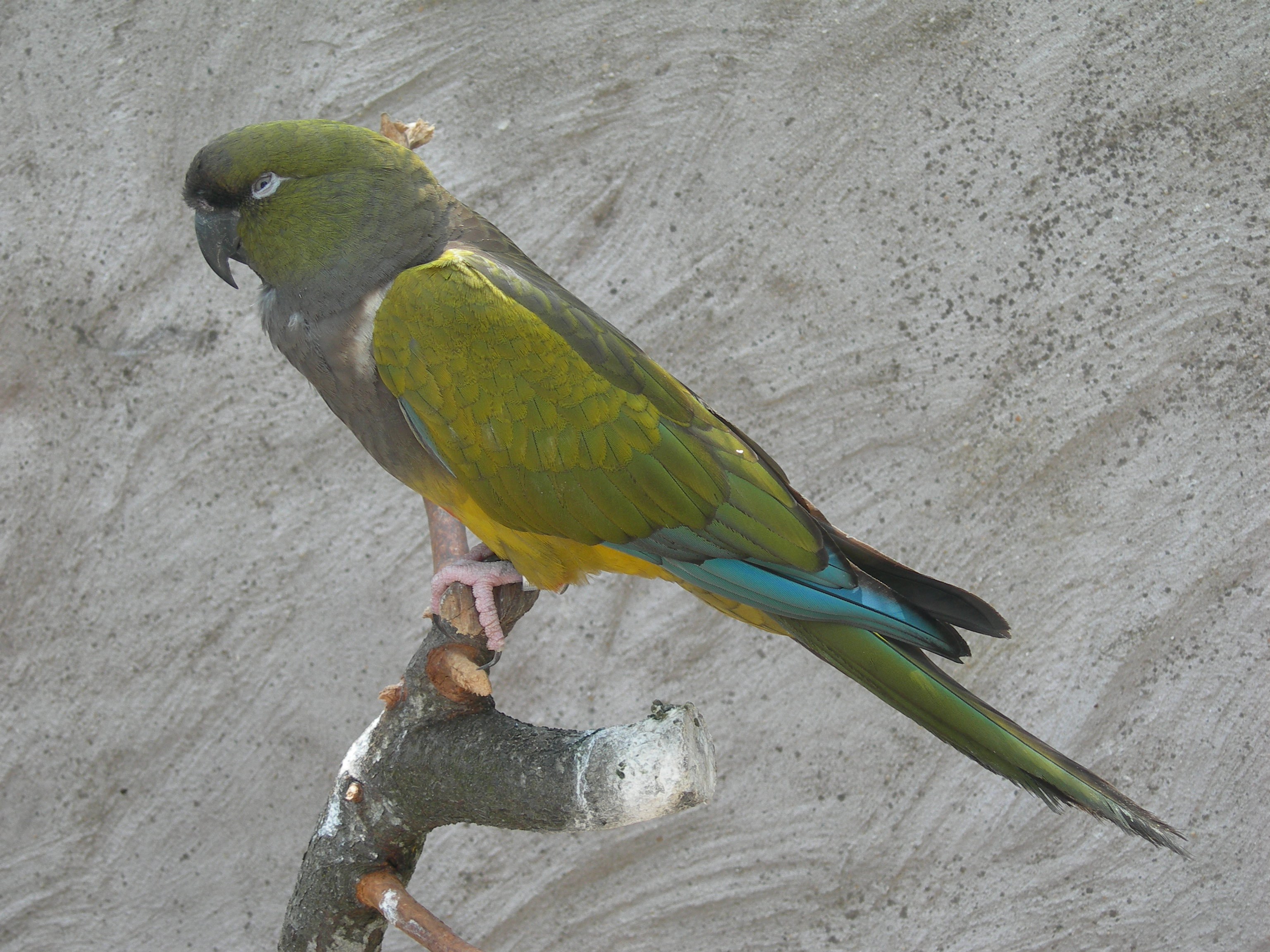
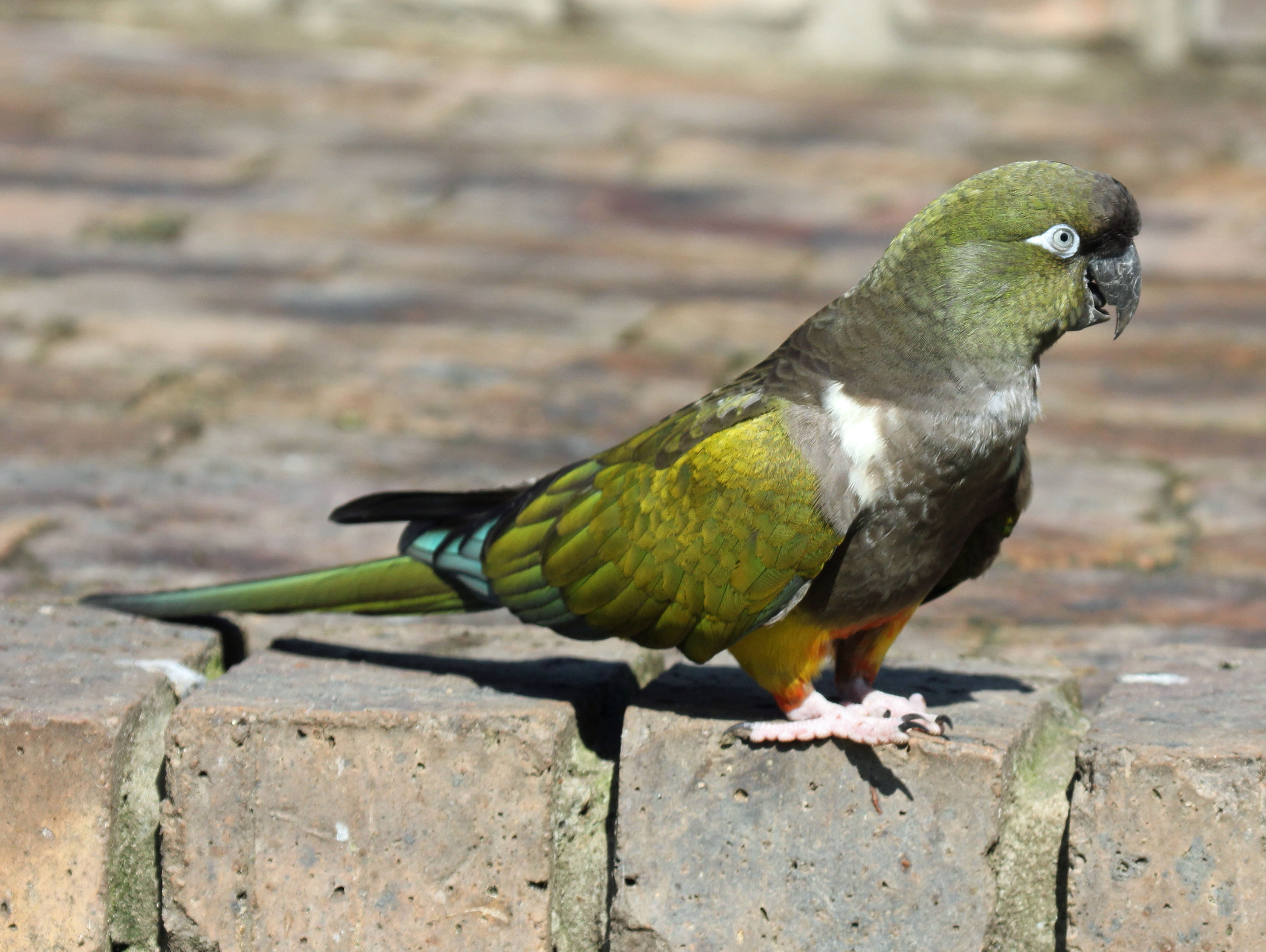
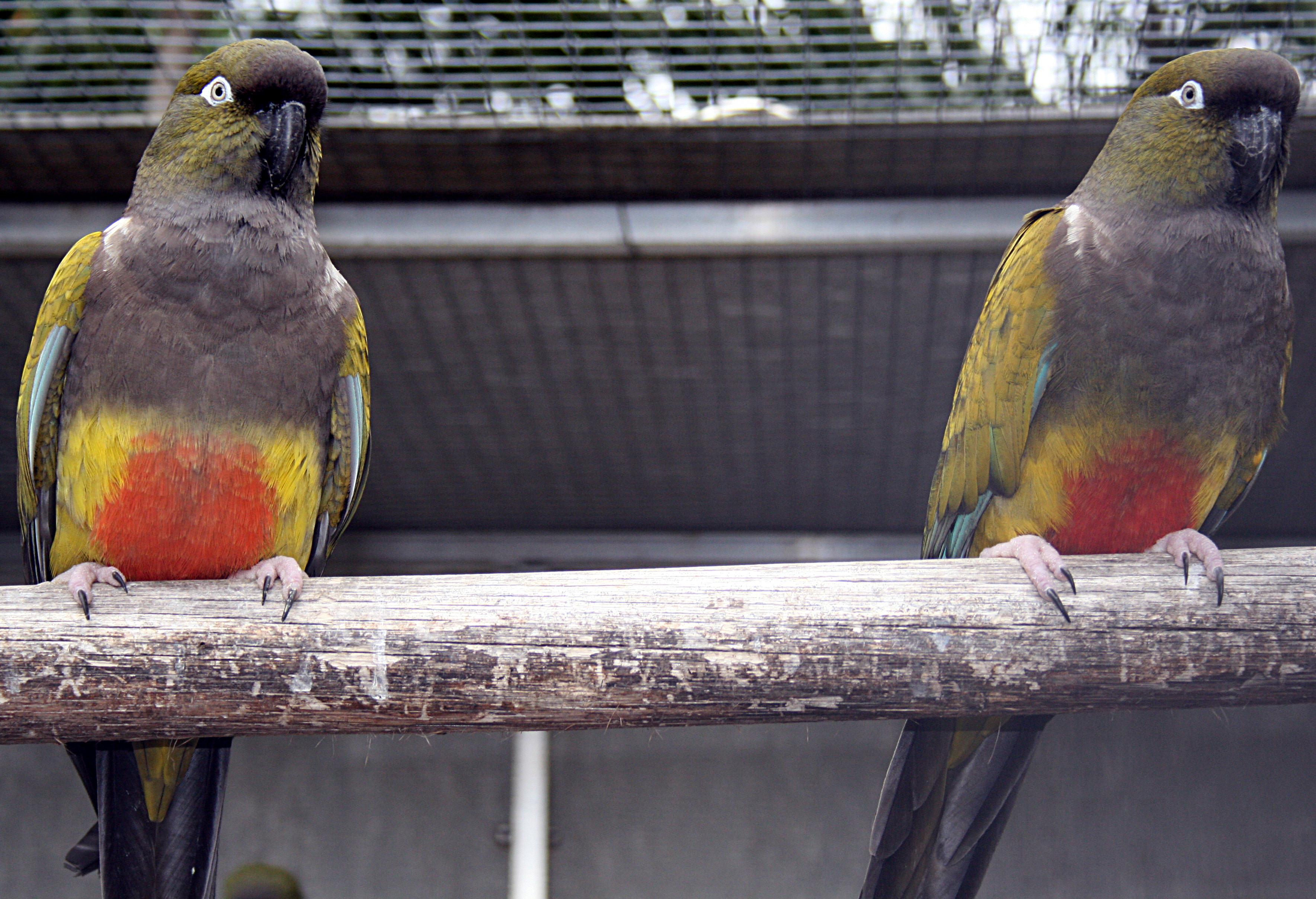